# Frank Höfle
Frank Höfle (* 22. November 1967 in Brackenheim) ist der erfolgreichste deutsche Behindertensportler im Bereich des nordischen Skisports. Höfle, der durch einen Unfall seit seinem vierten Lebensjahr stark sehgeschädigt ist, lebt und trainiert in Isny im Allgäu. Er ist verheiratet und hat drei Töchter.
Höfle nahm 1984 in Innsbruck erstmals an den Paralympischen Winterspielen teil. Von 1988 bis 1991 besuchte er das Skiinternat Furtwangen.
Bislang konnte er im Biathlon und im Skilanglauf 13 Goldmedaillen bei Paralympischen Spielen und zwölf bei Weltmeisterschaften erringen. Daneben erlief er sich viele weitere Silber- und Bronzemedaillen. Außerdem gelang ihm bei den Paralympischen Sommerspielen 1992 in Barcelona die Goldmedaille im Radfahren. Stand 2006 war Höfle gemeinsam mit dem Norweger Knut Lundström mit jeweils insgesamt 21 Medaillen der erfolgreichste Teilnehmer an Paralympischen Winterspielen.
Frank Höfle ist Träger des Silbernen Lorbeerblattes sowie Träger der Verdienstmedaille des Landes Baden-Württemberg.
Sein aktueller Begleitläufer ist Johannes Wachlin.